# 더 캡틴
《더 캡틴》(Der Hauptmann, The Captain)은 캐나다에서 제작된 로베르트 슈벤트케 감독의 2017년 드라마, 전쟁 영화이다. 맥스 후바쳐 등이 주연으로 출연하였고 프리더 슐라이흐 등이 제작에 참여하였다. 2017 토론토 국제영화제의 Special Presentations 부문에서 상영되었다. 독일 전쟁의 범죄인 윌리 헤럴드의 이야기를 다루고 있다.

## 출연

### 주연
- 맥스 후바쳐 - 윌리 해롤트 역

### 조연
- 밀란 페쉘 - 프라이타크 역
- 프레더릭 라우 - 키핀스키 역
- 알렉산더 페링 - 융커 역
- 발데마르 코부스 - 한센 역
- 사무엘 핀지 - 로거 역
- 울프람 코치 - 슈나이더 역

## 기타
- 공동제작: 파울로 브랑코
- 공동제작: 피오트르 드지에시올
- 공동제작: 에바 푸즈진스카
- 라인프로듀서: 펠릭스 에이셀
- 음향: 안드레 벤도치-알베스
- 음향: 에릭 디불더
- 음향: 마틴 스테이어
- 미술: 하랄드 튀르저
- 세트: 알와라 탈러
- 특수효과: 미하엘 루드닉
- 의상: 마그달레나 루트키에비치
- 배역: 엔자 디아베그